# プレマリアッコ
プレマリアッコ（伊: Premariacco）は、イタリア共和国フリウリ＝ヴェネツィア・ジュリア州ウーディネ県にある、人口約3,900人の基礎自治体（コムーネ）。

## 地理

### 位置・広がり

#### 隣接コムーネ
隣接するコムーネは以下の通り。
- ブットリオ
- チヴィダーレ・デル・フリウーリ
- コルノ・ディ・ロザッツォ
- マンツァーノ
- モイマッコ
- プラダマーノ
- レマンツァッコ

### 気候分類・地震分類
プレマリアッコにおけるイタリアの気候分類 (it) および度日は、zona E, 2321 GGである。
また、イタリアの地震リスク階級 (it) では、zona 2 (sismicità media) に分類される

## 行政

### 分離集落
プレマリアッコには、以下の分離集落（フラツィオーネ）がある。
- Azzano, Firmano, Ipplis, Leproso, Orsaria, Paderno, San Mauro